# Dvorský rybník (Žimutice)
Dvorský rybník je jedním ze skupiny rybníků na Židově strouze ve vsi Sobětice v okresu České Budějovice. Voda do něj přitéká od východu třemi potůčky, procházejíce dvěma rybníky: Kobylník a Nový rybník. Odtéká pod silnicí v Soběticích do rybníků Kejhar a Dubový. Je to chovný rybník. Je dlouhý asi 200 metrů, šířka u hráze je 150 m a na přítoku 60 m. Má tvar hrušky. Jeho hráz je pochozí pro pěší. Má betonové stavidlo a přepad.

## Galerie

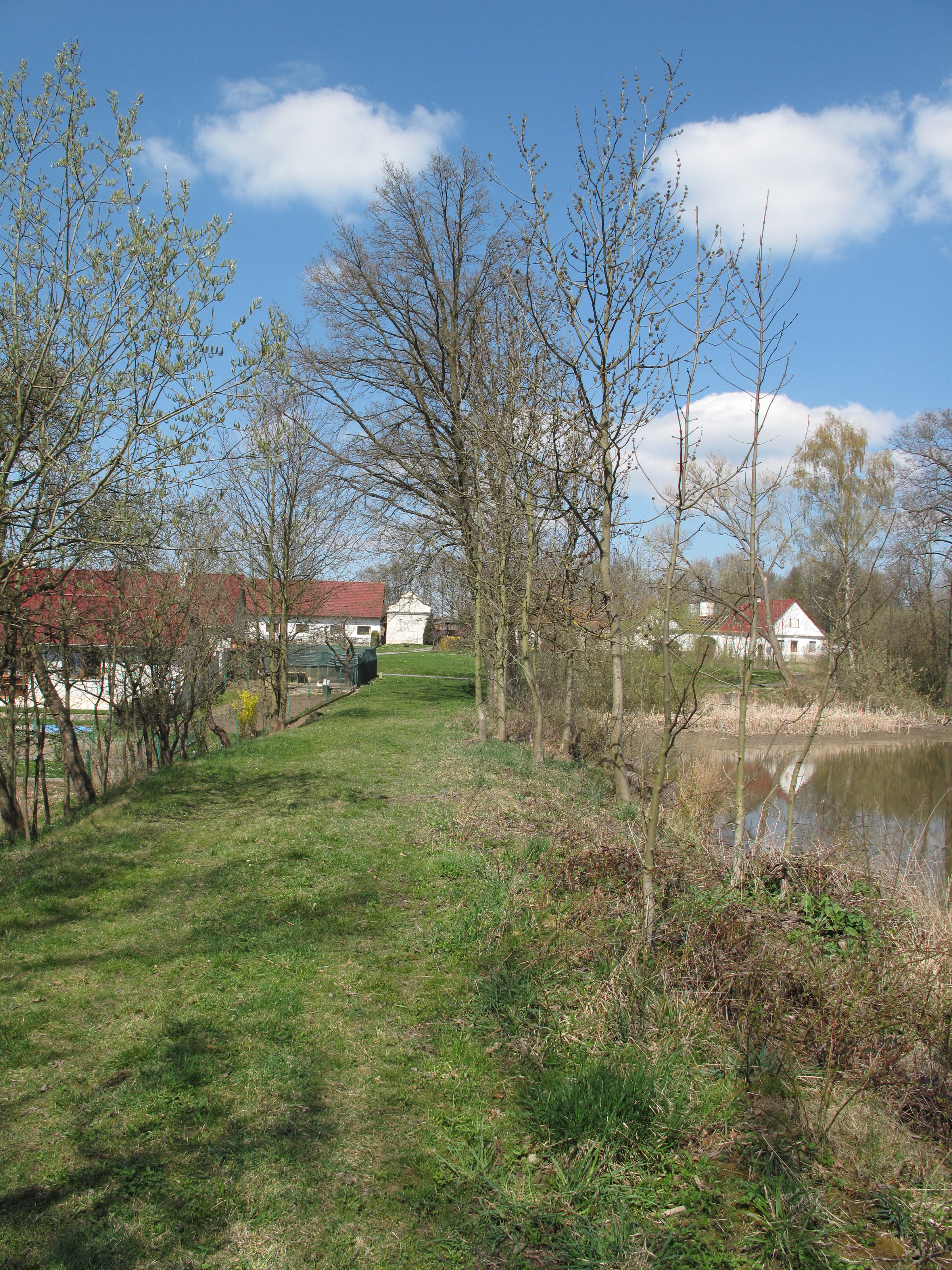
Hráz
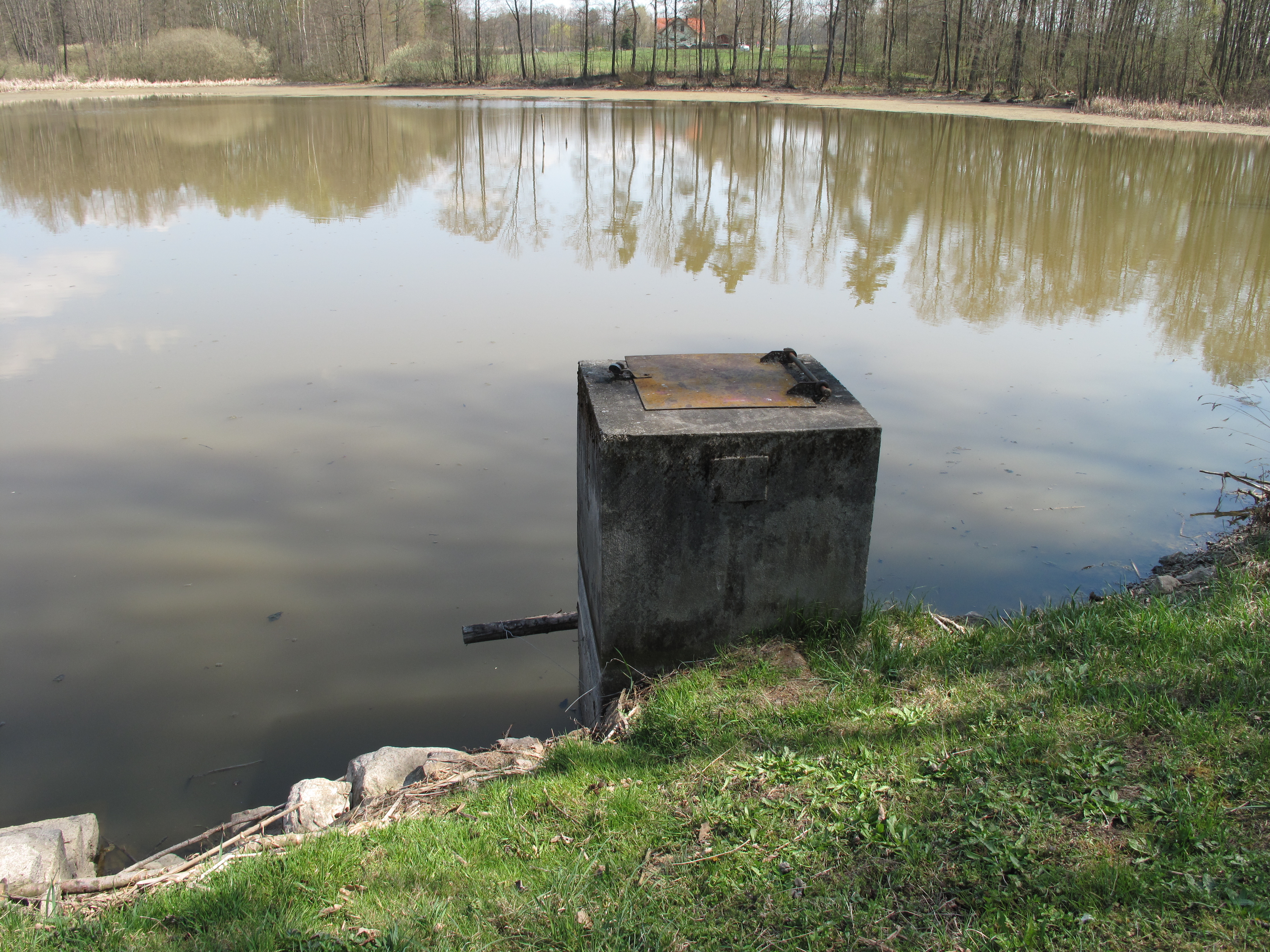
Stavidlo
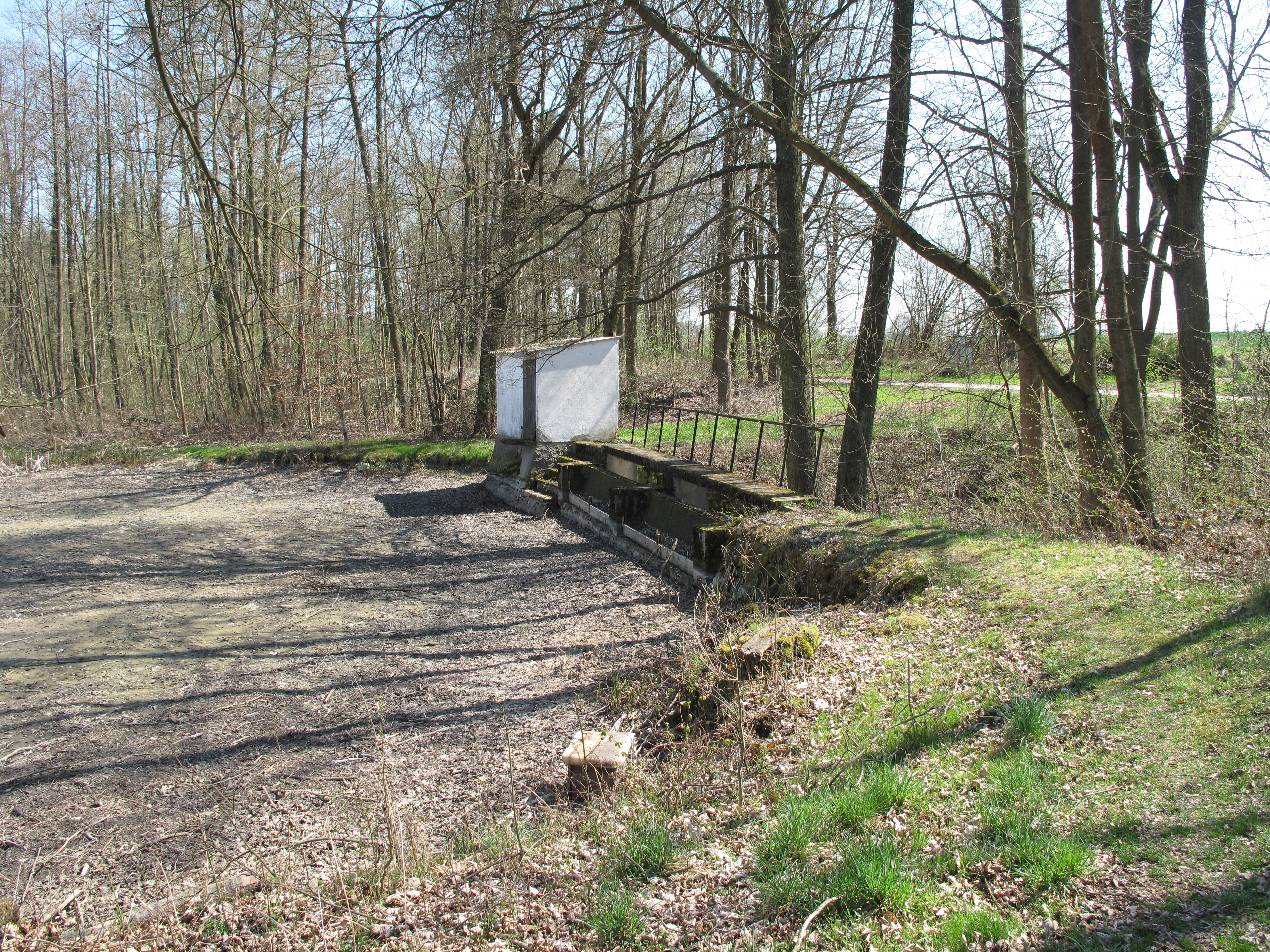
Přepad
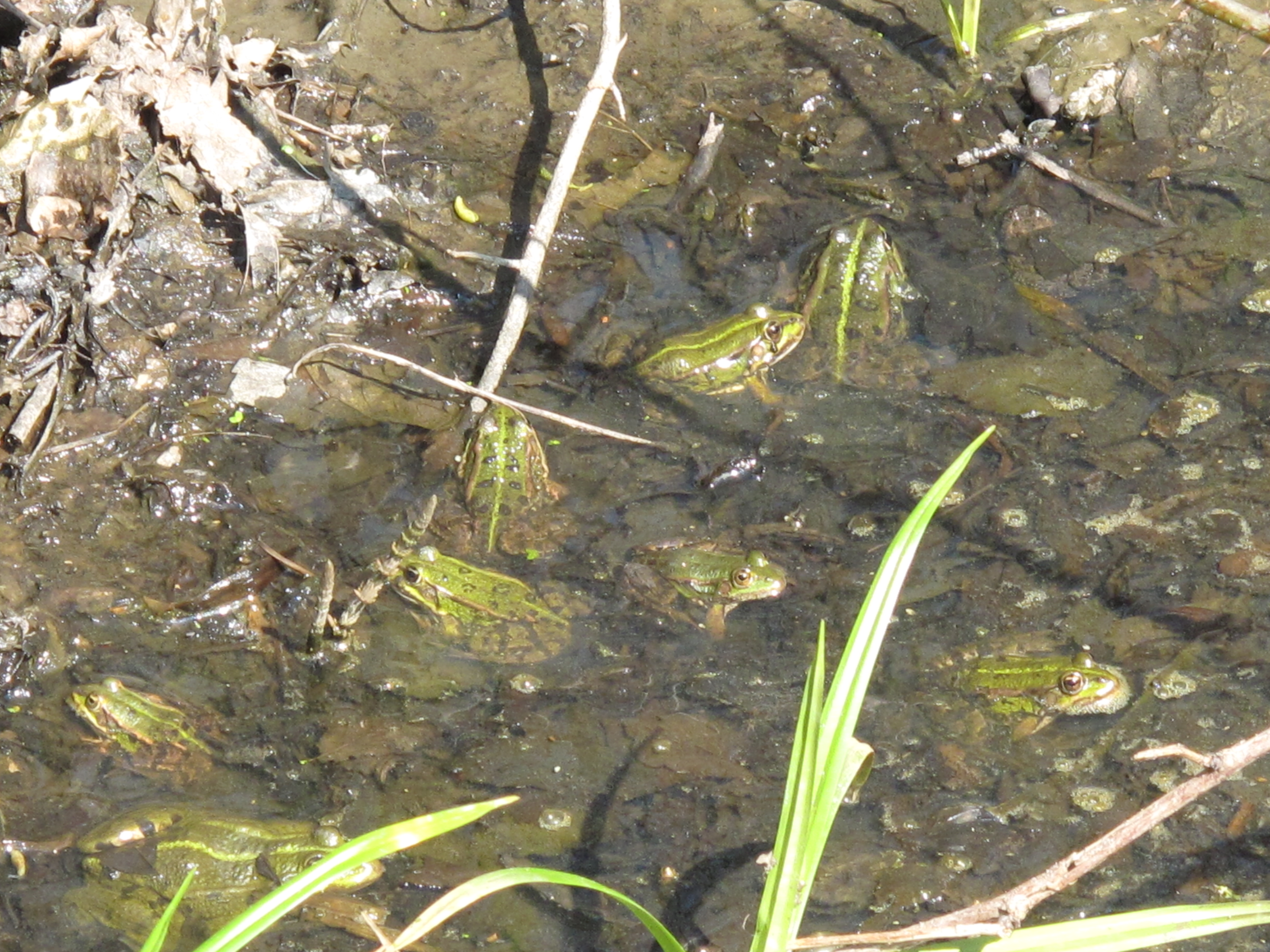
Žáby v potoce pod rybníkem